# Iñigo Díaz de Cerio
Pour les articles homonymes, voir Díaz et Conejero.
Íñigo Díaz de Cerio Conejero (né le 15 mai 1984 à Saint-Sébastien, Guipuscoa) est un footballeur basque évoluant au poste d'attaquant.

## Biographie
Pur produit du centre de formation Donostiarra, ce buteur redoutable inscrit 23 buts avec la réserve de la Real Sociedad lors de la saison 2005 - 2006, ce qui en fait le deuxième meilleur buteur du football professionnel espagnol, juste derrière Samuel Eto'o. Faisant ses premières apparitions en équipe première cette même saison, il deviendra un titulaire incontournable la saison suivante où, placé généralement en tant qu'attaquant de soutien, il ne peut empêcher la descente de son club en Deuxième division.
Replacé en pointe de l'attaque, ses 16 buts ne permettent pas à son club de remonter immédiatement à l'échelon supérieur, manquant la montée de justesse.
Le 8 novembre 2008, une terrible blessure freinera sa progression : lors d'un contact avec le gardien de Eibar, le joueur se fracturera le tibia et le péroné de la jambe droite. Opéré dès le lendemain, il est d'ores et déjà forfait pour le reste de la saison.
Le joueur, en fin de contrat à l'été 2009, annonce dès avril qu'il ne renouvellera pas son contrat avec son club formateur. Il décide alors de quitter son club actuel pour rejoindre le rival historique de l'Athletic Bilbao, où il signe jusqu'en 2013 pour une clause libératoire à hauteur de 50 millions d'euros. De retour de blessure, Il jouera son premier match en Supercoupe d'Espagne face à Barcelone.